# Werner Stauff
Werner Stauff (Keulen, 16 februari 1960) is een Duits voormalig professioneel wielrenner. Hij reed één seizoen voor Team Stuttgart, de voorloper van Team Telekom. Stauff was in 1986 Duits kampioen op de weg bij de amateurs.
Werner Stauff deed in 1984 mee aan de Olympische Spelen (Los Angeles) op de wegrit. Hij eindigde als 41e. 
Stauff is getrouwd met oud-wielrenster en meervoudig Duits kampioene op de weg Beate Habetz en is de vader van Andreas Stauff, die anno 2011 bij Quick Step rijdt.

## Belangrijkste overwinningen
1981
- 3e etappe, deel A Ronde van West-Henegouwen

1986
- Duits kampioen op de weg, Amateurs

1988
- 9e etappe Vredeskoers